# 王金宝 (相声)

王金宝（1937年—2022年5月13日），中共党员，相声表演艺术家、中国广播艺术团说唱团作家。代表作是1987年于中国中央电视台春节联欢晚会出演的群口相声《五官争功》。

## 生平
王金宝曾经是一名相声爱好者，后加入铁道兵文工团担任相声演员，1984年调入中国广播艺术团说唱团工作。成名于20世纪80年代。2022年5月，因病逝世。

## 作品
| 类型 | 年份   | 名称         | 搭档或角色             |
| ---- | ------ | ------------ | ---------------------- |
| 相声 | 1987年 | 《五官争功》 | 马季、赵炎、冯巩、刘伟 |
| 相声 |        | 《高原彩虹》 | 马季                   |
| 相声 |        | 《一仆二主》 | 马季                   |
| 电影 | 1987年 | 《笑破情网》 | 配角                   |